# Filmfestival van Cannes 2009
Het Filmfestival van Cannes 2009 was de 62e editie van het festival. Het vond plaats van 13 tot 24 mei 2009. Het festival opende met de wereldpremière van de Disney/Pixar-3D-animatiefilm Up. Dit was de eerste maal dat het festival begon met een animatiefilm. Als afsluiter werd de Franse film Coco Chanel & Igor Stravinsky van Jan Kounen op 24 mei vertoond.

## De jury
De jury werd voorgezeten door de Franse actrice Isabelle Huppert. Ze bestond verder uit:
- Asia Argento (Italiaanse actrice en regisseur);
- Nuri Bilge Ceylan (Turkse regisseur en acteur);
- Lee Chang-dong (Zuid-Koreaanse schrijver en regisseur);
- James Gray (Amerikaanse regisseur);
- Hanif Kureishi (Brits schrijver en scenarist);
- Shu Qi (Taiwanese actrice);
- Robin Wright Penn (Amerikaanse actrice);
- Sharmila Tagore (Indische actrice).

## Officiële selectie (langspeelfilms)
| Datum voorstelling | Titel                                        | Regisseur         | Land                | Hoofdrollen                             |
| ------------------ | -------------------------------------------- | ----------------- | ------------------- | --------------------------------------- |
| 14 mei             | Film Tank                                    | Andrea Arnold     | Verenigd Koninkrijk | Michael Fassbender, Kierston Wareing    |
| 14 mei             | Spring Fever                                 | Lou Ye            | China               | Qin Hao, Chen Sicheng                   |
| 15 mei             | Bright Star                                  | Jane Campion      | Nieuw-Zeeland       | Abbie Cornish, Thomas Sangster          |
| 15 mei             | Thirst                                       | Chan-wook Park    | Zuid-Korea          | Song Kang-ho, Eriq Ebouaney             |
| 16 mei             | Un prophète                                  | Jacques Audiard   | Frankrijk           | Tahar Rahim, Niels Arestrup             |
| 16 mei             | Taking Woodstock                             | Ang Lee           | Taiwan              | Demetri Martin, Liev Schreiber          |
| 17 mei             | Vengeance                                    | Johnnie To        | Hongkong            | Johnny Hallyday, Sylvie Testud          |
| 17 mei             | Kinatay                                      | Brillante Mendoza | Filipijnen          | Mercedes Cabral, Maria Isabel Lopez     |
| 18 mei             | Looking for Eric                             | Ken Loach         | Verenigd Koninkrijk | Éric Cantona, Steve Evets               |
| 18 mei             | Antichrist                                   | Lars von Trier    | Denemarken          | Charlotte Gainsbourg, Willem Dafoe      |
| 19 mei             | Los abrazos rotos                            | Pedro Almodóvar   | Spanje              | Penélope Cruz, Lluís Homar              |
| 19 mei             | Vincere                                      | Marco Bellocchio  | Italië              | Giovanna Mezzogiorno, Filippo Timi      |
| 20 mei             | Les Herbes folles                            | Alain Resnais     | Frankrijk           | Sabine Azéma, André Dussollier          |
| 20 mei             | Inglourious Basterds                         | Quentin Tarantino | Verenigde Staten    | Brad Pitt, Mélanie Laurent              |
| 21 mei             | À l'origine                                  | Xavier Giannoli   | Frankrijk           | François Cluzet, Emmanuelle Devos       |
| 21 mei             | Das weiße Band                               | Michael Haneke    | Oostenrijk          | Susanne Lothar, Ulrich Tukur            |
| 22 mei             | The Time That Remains (Le Temps qu'il reste) | Elia Suleiman     | Palestina/ Israël   | Ali Suliman, Saleh Bakri, Elia Suleiman |
| 22 mei             | Enter the Void                               | Gaspar Noé        | Frankrijk           | Paz de la Huerta, Olly Alexander        |
| 23 mei             | Visage                                       | Tsai Ming-liang   | Taiwan              | Laetitia Casta, Fanny Ardant            |
| 23 mei             | Map of the Sounds of Tokyo                   | Isabel Coixet     | Spanje              | Rinko Kikuchi, Sergi López              |

## Prijswinnaars

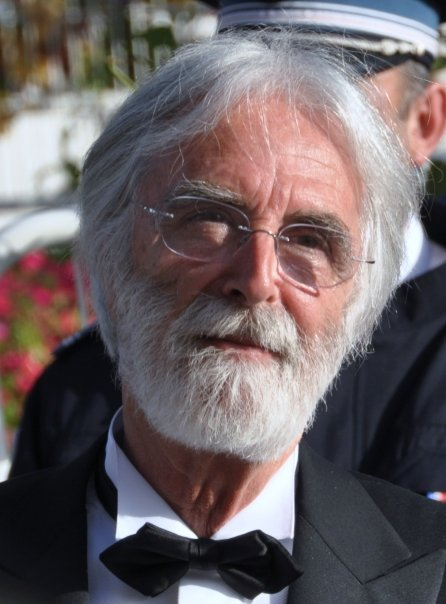
Michael Haneke, winnaar van de Gouden Palm

| Categorie            | Winnaar              | Regisseur of film            | Land                           |
| -------------------- | -------------------- | ---------------------------- | ------------------------------ |
| Gouden Palm          | Das weiße Band       | Michael Haneke               | Oostenrijk                     |
| Grote Prijs          | Un prophète          | Jacques Audiard              | Frankrijk                      |
| Juryprijs (ex aequo) | Film Tank Thirst     | Andrea Arnold Chan-wook Park | Verenigd Koninkrijk Zuid-Korea |
| Beste regisseur      | Brillante Mendoza    | Kinatay                      | Filipijnen                     |
| Beste acteur         | Christoph Waltz      | Inglourious Basterds         | Oostenrijk                     |
| Beste actrice        | Charlotte Gainsbourg | Antichrist                   | Frankrijk                      |
| Beste scenario       | Mei Feng             | Spring Fever                 | China                          |
| Gouden camera        | Warwick Thornton     | Samson and Delilah           | Australië                      |
| Beste korte film     | Arena                | João Salaviza                | Portugal                       |